# 131 Vala
131 Vala је астероид главног астероидног појаса. Приближан пречник астероида је 40,44 km,
а средња удаљеност астероида од Сунца износи 2,431 астрономских јединица (АЈ).
Инклинација (нагиб) орбите у односу на раван еклиптике је 4,957 степени, а орбитални период износи 1384,902 дана (3,791 године). Ексцентрицитет орбите астероида износи 0,066.
Апсолутна магнитуда астероида износи 10,03 а геометријски албедо 0,105.
Астероид је откривен 24. маја 1873. године.